# Tomori Szabó Sándor
Tomori Szabó Sándor (Lázári, 1802. – Bicske, 1853. január 1.) református lelkész és főiskolai tanár.

## Élete
Lázáriban született, ahol apja Szabó János lelkész volt. 1817-ben lépett be Debrecenben a felsőbb osztályba, ahol hét és fél évig volt. 1824 nyarán a bicskei akadémiai rektóriára ment és itt két évet töltött. Tudományos utazása végeztével, a tiszántúli egyházkerületben szenteltette fel magát papságra, ahol 1827-től mint máramarosszigeti tanár, majd 1832 nyarától mint avas-újvárosi lelkész működött. 1833 őszén a kecskeméti főiskola tanszékét foglalta el. Baráti kapcsolatban állt Szilády Károly nyomdásszal, s feltehetőleg Szokolay Hártó János verses várostörténetének kiadását is segítette. Tizennégy évi tanárkodás után 1847-től a kiskunlacházi, majd 1849 májusától a dunapataji, végül 1852 tavaszától a bicskei egyház lelkipásztora lett. A dunamelléki egyházkerület tanácsbíróvá, majd első aljegyzővé választotta. Szatmár, Ugocsa és Máramaros táblabírája is volt.

## Munkái
- Logika, vagyis gondolkozástan rövid vázlata. A h. v. gymnasiumokbani szónoklati és költészeti osztályok számára. Kecskemét, 1841.
- A női szelíd kebelben gyökerező és körének boldogító napjául álló igaz szeretet képe. Uo. (Halotti beszéd... Ragyolczi Csoma Klára asszonynak, Szilasi és Pilisi Szilassy György korán elhúnyt élete párjának végtiszteletekor... Pándon, télelő 19. 1841. Benedek László beszédével együtt).
- Szentírás magyarázattan alapvonalai. Iskolai közoktatási kézikönyvül tanítványai számára. I. kötet. Általános előjegyzetek, philologiai általános nézetek és bibliai archaeologia. Uo. 1843. (Nyom. Debreczenben. Több nem jelent meg).
- Magyar nyelvtan. Helv. vall. nemzeti iskolák számára. Kecskemét, 1843, (2. kiadás. Uo. 1847).
- Egyetemes földleírás és történettan, kisebb tanulók számára. Első kötet, a legrégibb időktől Kr. után 1830-ig. Uo. 1849. (II. kötete nem jelent meg)